# Alkanna stribrnyi
Alkanna stribrnyi là loài thực vật có hoa trong họ Mồ hôi. Loài này được Velen. mô tả khoa học đầu tiên năm 1898.